# Уйпл (лунный кратер)
Кратер Уйпл (лат. Thiessen) — небольшой ударный кратер в области северного полюса на обратной стороне Луны. Название присвоено в честь американского астронома Фреда Лоуренса Уиппла (1906—2004) и утверждено Международным астрономическим союзом 17 апреля 2009 г. 

## Описание кратера
Кратер перекрывает часть вала приметного кратера Пири. Селенографические координаты центра кратера 89°08′ с. ш. 120°01′ в. д. / 89,14° с. ш. 120,02° в. д., диаметр 14,5 км, глубина 2,3 км
Кратер Уйпл имеет близкую к циркулярной форму c узким несколько сглаженным валом и практически не подвергся разрушению. Вследствие непосредственной близости к северному полюсу Луны дно чаши кратера никогда не освещается Солнцем, а следовательно температура в чаше кратера весьма низка, благодаря чему он является холодной ловушкой для летучих химических элементов и соединений, в частности воды и ртути. Исследования кратера с помощью радара позволяют предположить наличие слоя сравнительно чистого водного льда толщиной не менее 2 м. Такие отложения льда являются потенциальными источниками воды и ракетного топлива в виде жидкого водорода и жидкого кислорода.
К северной части вала кратера Уйпл примыкает большое плато, которое в противоположность чаше кратера освещено Солнцем в течение 80% лунных суток, приближаясь в этом отношении к «пикам вечного света». Благодаря этому температура поверхности плато довольно высока для Луны, составляя в среднем -50 °C (±10 °C). Сочетание условий низких температур в чаше кратера Уйпл и относительно высокой температуры на прилегающем плато является уникальным для области северного полюса Луны.

## Сателлитные кратеры
Отсутствуют.

## См.также
- Список кратеров на Луне
- Лунный кратер
- Морфологический каталог кратеров Луны
- Планетная номенклатура
- Селенография
- Минералогия Луны
- Геология Луны
- Поздняя тяжёлая бомбардировка